# Carlos Ferrer Salat

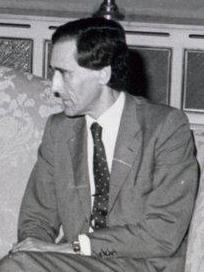
Carlos Ferrer Salat no 1980.

Carlos Ferrer Salat (1931 - 1998), economista, empresário e desportista.
Carlos Ferrer Salat foi um personagem de destaque da Espanha da segunda metade do século XX. Como desportista destacou na prática do tênis, como empresário e economista teve importância relevante ao ser o impulsor e fundador da Confederação Espanhola de Organizações Empresariais (CEOE) e como dirigente esportivo participou ativamente na consecução da olimpíada de Barcelona de 1992 e da renovação e modernização do esporte espanhol que obteve resultados de destaque naquela ocasião e nas seguintes olimpíadas e  competições.